# C4H6N4
Công thức phân tử C4H6N4 (khối lượng mol: 110.12 g/mol, khối lượng chính xác: 110.0592 u) có thể dùng để chỉ:
- Diaminopyrimidine
  - 2,4-Diaminopyrimidine
  - 4,5-Diaminopyrimidine